# Hiro Matsuda
Yasuhiro Kojima (22 de julho de 1937 - 27 de novembro de 1999) mais conhecido como Hiro Matsuda, foi um wrestler profissional e treinador de Hulk Hogan, Ric Flair, "Mr. Wonderful" Paul Orndorff, Lex Luger, Ron Simmons, Keiji Mutoh, e muitos outros wrestlers profissionais. Adotou o nome de Hiro Matsuda, enquanto lutava nos Estados Unidos inspirando-se nos lutadores Sorakichi Matty Matsuda e Matsuda. Como treinador, Matsuda ficou famoso por ser muito duro com seus aprendizes para fortalecê-los e ensiná-los  a arte do wrestling.Ficou ainda mais famoso por ser o treinador de Hulk Hogan em seu primeiro dia de treinamento,Matsuda quebrou a perna de Hogan. Depois de ter se recuperado Hogan voltou à escola de  Matsuda,para continuar com seu treinamento. Matsuda ficou tão impressionado com sua demonstração de "coragem" que ele treinou Hogan adequadamente a partir daquele dia.
Inicialmente, ele estreou com o seu nome real em japonês Rikidōzan de Wrestling Association, mas, em seguida, deixou o Japão para prosseguir lutando nas Américas. De vez em quando ele iria retornar para o Japão, onde formou uma tag team com Antonio Inoki, que foi apenas o reflexo da longa amizade entre os dois.
Ele veio para trabalhar na Jim Crockett Promotions em 1987 como um salto para participar de uma luta entre Dusty Rhodes e Lex Luger. Matsuda ficou no lado de Luger. Durante a feud, ele foi anunciado como "O Mestre do japonês Sleeper", que foi o Cobra Clutch. Ele golpeou Johnny Weaver, que estava no lado de Rhodes. O golpe fez Weaver sangrar muito na boca.
Mais tarde, ele trabalhou brevemente para a World Championship Wrestling atuando como gerente no início de 1989 para a Corporação Yamasaki e,esteve envolvido na estável Terry Funk, e na empresa J-Tex como agente comercial do Japão. Ele morreu em 1999, em Tampa, Florida de câncer.

## No wrestling
- Finishers
  - Japanese Sleeper (Cobra clutch)

- Wrestlers que foi manager
  - Yamasaki Corporation (Ric Flair, Barry Windham, Kendall Windham, Michael Hayes, Butch Reed)

- Apelidos
  - "The Master of the Japanese Sleeper"

## Títulos
Championship Wrestling da Florida
- NWA Florida Tag Team Championship (NWA Florida Tag Team Championshiptimes) - with Mr. Wrestling , Bob Orton , and the Missouri Mauler
- NWA Southern Heavyweight Championship (Florida version) (NWA Southern Heavyweight Championship (Florida version))  NWA Southern Heavyweight Title (Florida)
- NWA World Junior Heavyweight Championship (NWA World Junior Heavyweight Championship) NWA World Junior Heavyweight Title  :*NWA World Tag Team Championship (Florida Version) (NWA Florida World Tag Team Championship) - with Duke Keomuka  and Dick Steinborn  NWA World Tag Team Title (Florida version)

- Japan Wrestling Association
  - JWA All Asia Tag Team Championship ([[AJPW All Asia Tag Team Championship- with Michiaki Yoshimura All Asia Tag Team Title
- NWA Mid-America
  - NWA World Tag Team Championship (Mid-America Version) ([[NWA Mid-America World Tag Team Championship - with [[Antonio Inoki|Kanji Inoki NWA World Tag Team Title (Mid-America)
- New Japan Pro Wrestling
  - NWA North American Tag Team Championship (Los Angeles/Japan version)|NWA North American Tag Team Championship